# Голубицкая, Александра Юрьевна
Александра Голубицкая (родилась в 1980 году в Кишинёве, Молдавская ССР) — пианистка и концертмейстер, живущая в Австрии. С 2017 года — профессор Университета музыки и искусств города Вены.

## Биография
Александра Голубицкая родилась 22 апреля 1980 года в Кишинёве, в семье журналиста и кинематографиста Юрия Александровича Голубицкого и преподавателя по классу фортепиано Веры Александровны Барановой-Голубицкой. Её музыкальный талант проявился и получил своё развитие ещё в детстве. Она закончила обучение по классу фортепиано в Московской государственной консерватории им. П. И. Чайковского и в Университете искусств Граца (KUG) у профессора Александра Саца. Выпускные экзамены она сдала с отличием. В 2007 году она получила докторскую степень в области музыковедения. Участвовала в многочисленных музыкальных конкурсах.
В 2007 году она получила премию Бёзендорфера как лучший концертмейстер на конкурсе имени Ганса Габора «Бельведер» в Вене.
Ее карьера солистки и концертмейстера, а иногда и в составе ансамблей камерной музыки (в том числе со скрипачкой Лидией Байч), позволила ей выступать в большинстве государств-преемников Советского Союза, в немецкоязычных странах, в Италии, Франции и Нидерландах, в Южной Африке и Южной Америке. Осенью 2006 года она получила постоянный ангажемент в Дортмундском оперном театре, а впоследствии переехала в Ганновер. Затем последовали выступления в Венской государственной опере и в Театре ан дер Вин, на Байройтском фестивале, Зальцбургском фестивале, в Графенегге и в Комише Опер Берлин.
Также Александра Голубицкая выступала в Большом театре в Москве, в Праге, Тель-Авиве, Франкфурте, Штутгарте, Бремене.
В 2011 году вышел компакт-диск с аргентинской и мексиканской музыкой XX века, на котором А. Голубицкая выступила в качестве аккомпаниатора баритона Херардо Гарчикано. В 2017 году Александра Голубицкая была назначена профессором Университета музыки и искусств города Вены.
12 августа 2019 года в Маркграфской опере в Байройте А. Голубицкая аккомпанировала басисту Гюнтеру Гройссбёку. 10 ноября 2019 года, на открытии выставки Blickwinkel Oper, посвященной десятилетию истории Государственной оперы, А. Голубицкая аккомпанировала тенору Герберту Липперту. В программу вошли арии и песни из опер, прозвучавших в Государственной опере за предыдущие девять лет.
15 мая 2020 года в Гессенском государственном театре в Висбадене состоялся песенный вечер с декламацией, ставший первым публичным культурным мероприятием Вены и, возможно, всей Австрии после многомесячной остановки культурной жизни из-за COVID-19. Пел басист Гюнтер Гройсбёк в сопровождении А. Голубицкой, выступал Уве Эрик Лауфенберг, директор Гессенского государственного театра. Звучали песни Шуберта, Леве и Малера, Чайковского и Рахманинова, тексты Шиллера и Брехта. Эта программа имела успех не только в Висбадене, но и в Венской государственной опере, где она была частично повторена 8 июня 2020 с теми же солистами.
В 2020 году на ежегодном оперном майском фестивале в Государственном театре города Висбадена Александра Голубицкая аккомпанировала всем певцам, заместив оркестр (разместить который не было возможности из-за пандемийных ограничений). В 2021 году на том же фестивале она исполнила оперный цикл Рихарда Вагнера «Кольцо Нибелунга», также заместив партию оркестра.

## Семья
Дед Александр Александрович Голубицкий (1909—1976) был партийным деятелем, редактором газет «Советская Мордовия», «Советская Молдавия», а впоследствии — референтом Первого секретаря ЦК Компартии Молдавии И. И. Бодюла, главным редактором журнала «Коммунист Молдавии», первым президентом Ассоциации спортивных журналистов МССР. Второй дед, Александр Матвеевич Баранов (1907—1983), был начальником турбинного цеха на заводе «Запорожсталь», принимал участие в изготовлении турбин для Днепровского каскада гидроэлектростанций.
Отец Юрий Александрович Голубицкий (р. 1947) в Кишинёве проявил себя как журналист и кинематографист, после переезда в Москву получил известность как киноактёр, сценарист, писатель и социолог. Двоюродный брат Александры — журналист и финансовый аналитик Сергей Голубицкий.